# 40 Bank Street
40 Bank Street – wieżowiec stojący w Docklands – dzielnicy portowej we wschodnim Londynie, w Wielkiej Brytanii, mierzący 153 metry wysokości, oraz posiadający 33 kondygnacje. Budynek został otwarty w 2003 roku, a został zaprojektowany przez argentyńskie biuro architektoniczne Pelli Clarke Pelli Architects.